# ارتش خلق یوگسلاوی
ارتش خلق یوگسلاوی (به صربی:Југословенска народна армија) ارتش جمهوری فدرال سوسیالیستی یوگسلاوی بود. این ارتش که از افراد بین ۱۵ تا ۶۵ سال تشکیل می‌شد، حدود ۲۰۰٬۰۰۰ پرسنل فعال و حدود ۳٬۲۰۰٬۰۰۰ پرسنل ذخیره داشت.

## اوایل و ریشه های تشکیل
خاستگاه ارتش خلق یوگسلاوی در زمان پارتیزان های یوگسلاوی در جنگ جهانی دوم آغاز شد.  به عنوان سلف ارتش خلق، ارتش آزادی‌بخش خلق یوگسلاوی(NOVJ) به عنوان بخشی از جنگ ضد فاشیست آزادی بخش خلق یوگسلاوی در شهر بوسنی رودو در ۲۲ دسامبر ۱۹۴۱ تشکیل شد. پس از اینکه پارتیزان های یوگسلاوی کشور را از دست قدرتهای محور آزاد کردند. آن تاریخ رسما به عنوان "روز ارتش" در جمهوری سوسیالیستی فدرال یوگسلاوی (SFR یوگسلاوی) جشن گرفته شد. در مارس ۱۹۴۵، NOVJ به ارتش یوگسلاوی("Jugoslavenska/Jugoslovenska Armija") تغییر نام داد و در دهمین سالگرد آن، در ۲۲ دسامبر ۱۹۵۱، (Narodna) اضافه شد. حمایت شوروی در صفوف ارتش خلق در دوره اینفورم بیرو، پس از ۱۹۴۸، مورد مناقشه است. برآوردهای پایین نشان می دهد که ۱۰ تا ۱۵ درصد از پرسنل ارتش از موضع شوروی حمایت می کردند. منابع یوگسلاوی تعداد اعضای نظامی دستگیر شده را از ۴۱۵۳ افسر و سرباز (برآورد رادونجیچ) تا ۷۰۰۰ افسر زندانی که توسط میلوان جیلاس تخمین زده می شود، تخمین می زنند. این پاکسازی شامل ۲۲ افسر در هنگ نگهبانی ریاست جمهوری بود که مستقیماً به تیتو گزارش می دادند، از جمله مومچیلو جوریچ، فرمانده زمان جنگ گردان اسکورت ستاد عالی پارتیزان یوگسلاوی. در این دوره از محاصره شوروی، توسعه ارتش یوگسلاوی دچار رکود شد. چهل و نه فارغ التحصیل ارتش یوگسلاوی از آکادمی ستاد کل، آکادمی فرونزه و سایر آکادمی های نظامی شوروی، حامیان بالقوه شوروی تلقی می شدند. بسیاری از کسانی که در زمان انشعاب تیتو-استالین در چنین آکادمی هایی در اتحاد جماهیر شوروی شرکت می کردند، هرگز به یوگسلاوی بازنگشتند. این انشعاب به ویژه بر نیروی هوایی تأثیر گذاشت. تقریباً همه افسران نیروی هوایی آموزش شوروی داشتند و برخی از آنها با هواپیماهای نیروی هوایی از یوگسلاوی گریختند! جداشدگان شامل سرلشکر پرو پوپیودا بود که رئیس سرویس عملیاتی نیروی هوایی بود. پایگاه های هوایی باتاینیکا، زمون و پونچوو در نزدیکی بلگراد شاهد چندین حمله توسط گروه های خرابکار بود. فرمانده پایگاه هوایی زمون و معاونش به رومانی گریختند. بین سال‌ های ۱۹۴۸ و ۱۹۵۵، ایالات متحده به یوگسلاوی ۶۰۰ میلیون دلار کمک‌های نظامی مستقیم و به همان میزان کمک‌های اقتصادی به یوگسلاوی اعطا کرد و یوگسلاوی را قادر ساخت تا بیشتر از منابع داخلی خود را به دفاع اختصاص دهد. پس از دو بازدید از ایالات متحده توسط سرهنگ ژنرال کوچا پوپوویچ و سرهنگ ژنرال میلو کیلیباردا به ترتیب در ماه مه تا ژوئن و آگوست ۱۹۵۱، تسلیحات ایالات متحده در اواخر سال ۱۹۵۱ وارد شد. تا سال ۱۹۵۲ تعداد نیروهای مسلح به ۵۰۰ هزار نیرو افزایش یافته بود و هزینه های دفاعی ۲۲ درصد از تولید ناخالص ملی را شامل می شد. یک گروه مشاوره کمک نظامی (به اختصار: MAAG) متشکل از ۳۰ افسر به فرماندهی سرتیپ جان دبلیو هارمونی توسط ایالات متحده در بلگراد در سال ۱۹۵۱ تأسیس شد. این گروه به مدت ده سال فعالیت کرد و کمک های نظامی پرداخت کرد و یک میلیارد دلار دیگر تسلیحات را ترتیب داد. فروش با شرایط مطلوب در میان سلاح های انتقال یافته ۵۹۹ تانک M-4A3، M-43 715 اسلحه M-7، M-L8 و M-36 خودکِشِشی، ۵۶۵ دستگاه خودروی زرهی M-3A1 و M-8 و در مجموع  از ۷۶۰ توپ ۱۰۵ میلی متری، ۱۵۵ میلی متری و ۲۰۳ میلی متری. قطعات توپخانه تحویلی برای تجهیز مجدد واحدهای توپخانه در لشکر هشت یوگسلاوی استفاده شد.